# Unica Zürn
Unica Zürn foi uma artista, poeta e escritora alemã associada ao movimento surrealista, cuja obra multifacetada explorou temas de identidade, erotismo, loucura e alienação. Nascida em uma família aristocrática em Berlim, Zürn teve uma infância marcada por dificuldades e, mais tarde, viveu intensamente as complexidades emocionais e psicológicas que moldariam tanto sua vida pessoal quanto seu trabalho artístico.
A escrita de Zürn e seus desenhos revelam um fascínio pela exploração do inconsciente, do corpo e da psique humana. Ela começou como escritora e se destacou com suas anagramas poéticos, uma técnica em que rearranjava palavras para criar novos significados e conexões. Essas composições exploravam as relações entre som, sentido e estrutura, criando uma linguagem fragmentada que ressoava com as inquietações do Surrealismo. Por meio de seus anagramas, Zürn refletia sobre a fragmentação da identidade e a impossibilidade de comunicação plena.